# PK Rosy

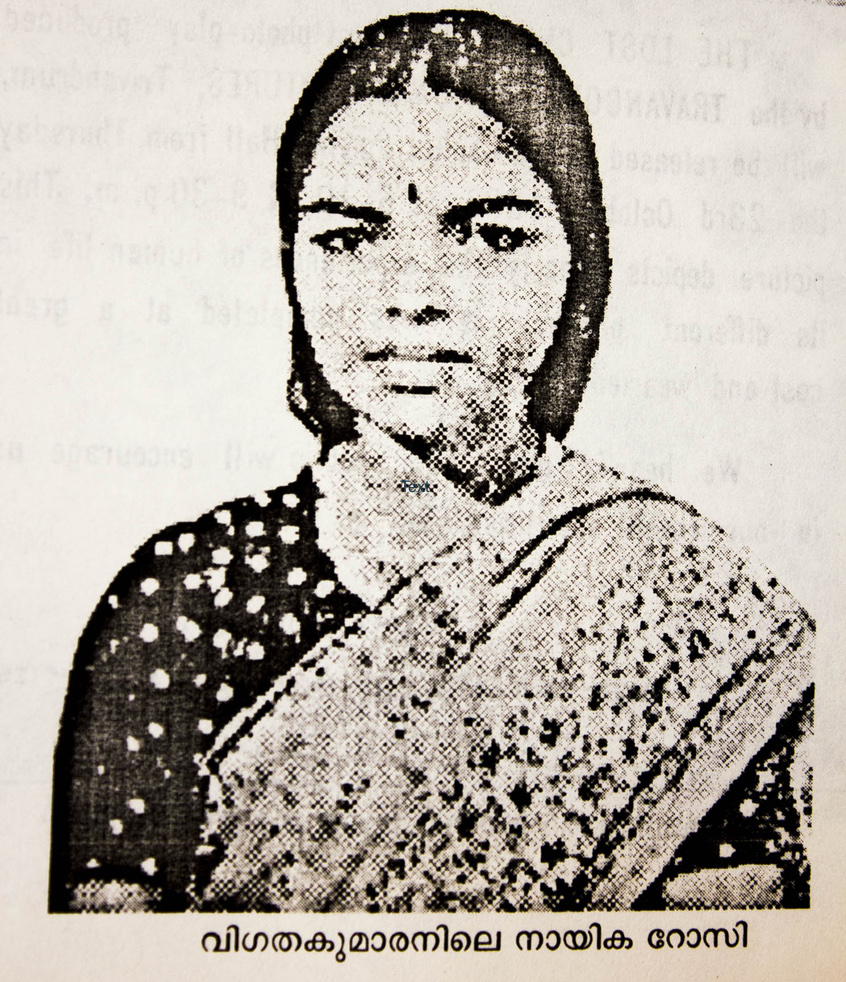
PK Rosy (um 1930)

PK Rosy (geb. 10. Februar 1903 in Nadankode, Thiruvananthapuram, Travancore; † um 1975; gebürtig Rajamma) war eine indische Schauspielerin und gilt als erste weibliche Hauptdarstellerin des Malayalam-Kinos. Sie wurde durch ihre Rolle im Film Vigathakumaran bekannt, sah sich jedoch aufgrund ihrer Dalit-Herkunft massiver gesellschaftlicher Diskriminierung ausgesetzt, die letztlich dazu führte, dass sie Kerala verlassen musste und in Vergessenheit geriet.

## Leben
PK Rosy wurde 1903 als Rajamma in einer Familie der Pulaya-Gemeinschaft geboren, einer historisch stark diskriminierte Dalit-Gruppierung. Ihre Eltern waren Paulose und Kunji. Ursprünglich arbeitete sie als Grasschneiderin und zeigte früh Interesse am Schauspiel, unterstützt durch ihren Onkel, der selbst Theaterkünstler war. Sie besuchte die Schule für traditionelle Künste und übte die Volkskunst Kakkarissi Natakam aus.
Nach der Veröffentlichung ihres ersten Films Vigathakumaran floh Rosy vor einem gewalttätigen Mob, der ihr Haus niederbrannte, nach Tamil Nadu. Dort heiratete sie Kesava Pillai, einen Lkw-Fahrer aus einer höheren Kaste, nahm den Namen Rajammal an und lebte fortan zurückgezogen in Nagercoil. Ihre Kinder nahmen später ausschließlich die Identität ihres Vaters an und lehnten Rosys Dalit-Erbe öffentlich ab. Rosy selbst sprach nie wieder öffentlich über ihre Vergangenheit.
Ihr genaues Todesdatum und ihre letzten Lebensjahre sind nicht bekannt, ihr Sohn gab jedoch bereits 1975 bekannt, dass seine Mutter verstorben sei.

## Wirken
Rosy war Hauptdarstellerin in Vigathakumaran, dem ersten Malayalam-Film, der entweder 1928 oder 1930 unter der Regie von JC Daniel entstand. Sie spielte darin die Rolle einer Nair-Frau, was zu erheblichen gesellschaftlichen Protesten führte. Während der Premiere im Capitol Cinema in Thiruvananthapuram wurde die Aufführung gewaltsam unterbrochen, da das Publikum erbost darüber war, dass eine Dalit-Frau eine Frau der höheren Kaste verkörperte und eine romantische Szene spielte.
Der Film hatte weitreichende Folgen für Rosy und Regisseur Daniel: Die Vorführung endete in einem Tumult, Rosys Haus wurde angezündet und Daniel versank aufgrund der finanziellen Verluste in Schulden und machte nie wieder einen Film.
Über Jahrzehnte geriet Rosys Geschichte in Vergessenheit. Erst ab den späten 1960er-Jahren begann eine erneute Beschäftigung mit ihrem Leben, an der Autoren und Aktivisten wie Chelangatt Gopalakrishnan und Kunnukuzhi S. Mani beteiligt waren.
In jüngerer Zeit wurde PK Rosy zunehmend als Symbol für den Einsatz gegen Kasten- und Geschlechterdiskriminierung in Indien anerkannt. Organisationen wie das Women in Cinema Collective (WCC) und Dalit-Filmemacher setzen sich mittlerweile dafür ein, ihr Erbe sichtbar zu machen. Unter anderem wurde ein Filmfestival nach ihr benannt, das Dalit-Filmemacher fördert. PK Rosys Geschichte wird nunmehr als Mahnung an die gesellschaftlichen Strukturen betrachtet, die Bevölkerungsgruppen ausgrenzen und ihre künstlerischen Leistungen unsichtbar machen.